# Bunopus crassicauda
Bunopus crassicauda är en ödleart som beskrevs av  Alexander Nikolsky 1907. Bunopus crassicauda ingår i släktet Bunopus och familjen geckoödlor. Inga underarter finns listade. Artepitet i det vetenskapliga namnet är bildat av de latinska orden crassus (tjock) och caudus (svans). Däremot är svansen endast hos några individer tjock.
Denna geckoödla förekommer i Iran söder om Kaspiska havet. Den lever i bergstrakter mellan 1000 och 2000 meter över havet. Exemplaren vistas i stäpper, buskskogar och på jordbruksmark. Troligtvis är individerna nattaktiva. Honor lägger ägg.
Det är inget känt om populationens storlek och möjliga hot. IUCN kategoriserar arten globalt som otillräckligt studerad.